# Concejero
Concejero es una localidad del municipio burgalés de Valle de Mena, en la Comunidad Autónoma de Castilla y León (España). 

## Localidades limítrofes
Confina con las siguientes localidades:
- Al noreste con Burceña.
- Al este con Hoz de Mena y Barrasa.
- Al sureste con Villasuso de Mena.
- Al sur con Lezana de Mena.
- Al suroeste con Vivanco de Mena.
- Al oeste con Arceo.
- Al noroeste con Campillo de Mena.

## Demografía
Evolución de la población
| Gráfica de evolución demográfica de Concejero entre 2000 y 2017    |
|                                                                    |
| Población de derecho (2000-2017) según el padrón municipal del INE |